# Ołeksandr Bessarab
Ołeksandr Mykołajowycz Bessarab, ukr. Олександр Миколайович Бессараб (ur. 13 września 1978 w Winnicy) – ukraiński piłkarz, grający na pozycji napastnika.

## Kariera piłkarska

### Kariera klubowa
Wychowanek Szkoły Piłkarskiej w Winnicy. 1 czerwca 1995 rozpoczął karierę piłkarską w pierwszoligowym klubie Nywa Winnica. W latach 1997–1998 występował z przerwami w farm-klubie Nywa Berszad. Podczas przerwy zimowej sezonu 1999/2000 został zaproszony do Dynama Kijów, ale występował tylko w trzeciej i drugiej drużynie Dynama, a latem 2000 powrócił do Winnicy. We wrześniu 2000 rozegrał jeden mecz w składzie Podilla Chmielnicki. Na początku 2001 przeszedł do Worskły Połtawa, w której występował do lata 2003. W kolejnym sezonie 2003/04 bronił barw czeskiego SFC Opava. Potem ponownie grał w FK Berszad. 20 lipca 2005 wyjechał do Kazachstanu, gdzie podpisał kontrakt z FK Aktöbe. Po pół roku powrócił do Ukrainy, gdzie został piłkarzem Dnipra Czerkasy. W 2007 występował w amatorskim zespole O.L.KAR. Szarogród, a w 2008 zakończył karierę piłkarską w rodzimej Nywie Winnica.

## Sukcesy i odznaczenia

### Sukcesy klubowe
- mistrz Kazachstanu: 2005